# Limbonic Art
Limbonic Art es una banda de Black metal sinfónico de Sandefjord, Noruega. El grupo combina elementos tradicionales del Black metal con melodías sinfónicas y ambientes inspirados en la infinita oscuridad del Universo. Limbonic Art no cuenta en sus filas con un baterista humano, utilizan una caja de ritmos, aspecto que siempre ha generado cierta controversia entre los más puristas fanes del Black metal.

## Biografía
Limbonic Art fue fundado en 1993. En 1996, firmaron con el sello Nocturnal Art Productions, cuyo dueño era Samoth (de Emperor y de Zyklon). Su álbum debut fue Moon In The Scorpio. En el 2003, el grupo decidía terminar con su trayectoria musical con una declaración que decía: “Sentimos que hemos dado todo lo que teníamos que ofrecer con nuestra colaboración…el círculo se ha completado, comencemos otros”. 
El 6 de junio de 2006 (06.06.06) la banda se juntó y comenzó a escribir nuevo material. El 21 de febrero de 2007 anunciaron oficialmente que la banda tenía intención de editar nuevo disco, titulado Legacy Of Evil, ese mismo verano.

## Discografía
- Promo Rehearsal - (1995)
- Promo - (1996)
- Moon in the Scorpio - (1996)
- In Abhorrence Dementia - (1997)
- Epitome of Illusions - (1998)
- Ad Noctum - Dynasty of Death - (1999)
- Chronicles of Limbo Box set - (2000)
- Limbonic Art volume 1-4 Boxed set - (2001)
- The Ultimate Death Worship - (2002)
- Legacy of Evil - (2007)
- Phantasmagoria - (2010)
- Spectre Abysm - (2017)

## Miembros
- Daemon (Vidar Jensen) - voz, guitarra, líricas - (1993-Present)
- Morfeus (Krister Dreyer) - guitarra, voz (en los álbumes recientes), teclado, teclados electrónicos - (1993-2009)
- Per Eriksen - Batería
- Attila Csihar - Voz, The Ultimate Death Worship
- Morgana (Anne Aasebø) - Voz femenina en "The Moon in the Scorpio" y en "In Abhorrence Dementia"
- Lisbeth Fagerheim - Voces femeninas en "In Abhorrence Dementia"

- Datos: Q124720